# Nina Roczewa
Nina Pietrowna Roczewa z d. Sielunina (ros. Нина Петровна Рочева z d. Селюнина, ur. 13 października 1948 w Pakszaju, zm. 8 stycznia 2022 w Syktywkarze) – rosyjska biegaczka narciarska reprezentująca Związek Radziecki, wicemistrzyni olimpijska oraz dwukrotna medalistka mistrzostw świata.

## Kariera
Zimowe Igrzyska olimpijskie w Lake Placid w 1980 były jedynymi, w których wzięła udział. Wraz z Niną Bałdyszewą, Raisą Smietaniną i Galiną Kułakową wywalczyła srebrny medal w sztafecie 4 × 5 km. Ponadto zajęła tam 15. miejsce w biegu na 5 km techniką klasyczną. Startowała także na mistrzostwach świata w Falun w 1974, gdzie wspólnie z Niną Fiodorową, Raisą Smietaniną i Galiną Kułakową zdobyła złoty medal w sztafecie. Oprócz tego zajęła tam 8. miejsce w biegu na 10 km stylem klasycznym. Ostatni sukces osiągnęła podczas mistrzostw świata w Lahti w 1978, gdzie zdobyła brązowy medal w sztafecie. Reprezentantki Związku Radzieckiego pobiegły w składzie: Nina Roczewa, Zinaida Amosowa, Raisa Smietanina i Galina Kułakowa. Jej najlepszym wynikiem indywidualnym na tych mistrzostwach było ponownie 8. miejsce w biegu na 10 km techniką klasyczną.
Nina Roczewa była żoną Wasilija Roczewa, matką Wasilija Roczewa Juniora oraz teściową Julii Czepałowej i Olgi Roczewej. Wszyscy uprawiali lub wciąż uprawiają biegi narciarskie.

## Osiągnięcia

### Igrzyska olimpijskie
| Miejsce | Dzień     | Rok  | Miejscowość | Konkurencja            | Czas biegu | Strata   | Zwyciężczyni     |
| ------- | --------- | ---- | ----------- | ---------------------- | ---------- | -------- | ---------------- |
| 15.     | 15 lutego | 1980 | Lake Placid | 5 km stylem klasycznym | 15:06,92   | +43,47   | Raisa Smietanina |
| 2.      | 21 lutego | 1980 | Lake Placid | Sztafeta 4 × 5 km      | 1:02:11,10 | +1:07,20 | NRD              |

### Mistrzostwa świata
| Miejsce | Dzień     | Rok  | Miejscowość | Konkurencja             | Czas biegu | Strata   | Zwyciężczyni    |
| ------- | --------- | ---- | ----------- | ----------------------- | ---------- | -------- | --------------- |
| 8.      | 20 lutego | 1974 | Falun       | 10 km stylem klasycznym | 31:25,78   | +1:16,02 | Galina Kułakowa |
| 1.      | 24 lutego | 1974 | Falun       | Sztafeta 4 × 5 km       | 1:02:57,39 | -        | -               |
| 8.      | 18 lutego | 1978 | Lahti       | 10 km stylem klasycznym | 37:01,72   | +12,65   | Zinaida Amosowa |
| 3.      | 22 lutego | 1978 | Lahti       | Sztafeta 4 × 5 km       | 1:13:25,08 | +49,75   | Finlandia       |

### Puchar Świata
W sezonach 1973/1974 - 1980/1981 Puchar Świata rozgrywany był nieoficjalnie.

#### Miejsca w klasyfikacji generalnej
- sezon 1978/1979: 4.
- sezon 1980/1981: ?

#### Miejsca na podium
1. Kawgołowo – 6 stycznia 1979 (10 km) – 2. miejsce
2. Lahti – 3 marca 1979 (10 km) – 3. miejsce
3. Oslo – 10 marca 1979 (10 km) – 3. miejsce